# ガンドランダーIII 竜の守護神編
『ガンドランダーIII 竜の守護神』（ガンドランダースリー ドラゴンガーディアンへん）は、バンダイのガシャポンを中心とした玩具企画。「ガンドランダー」シリーズの第3作。

## 概要
前作『ガンドランダー 魔封の聖剣編』から50年前の出来事となっており、時系列的には『ガンドランダー 闇の黙示録編』と『魔封の聖剣編』の間に位置している。また、物語の舞台も今までのガンドランド大陸からフォーミュランド大陸へと変わったため、キャラクターはほぼ完全に一新されている。
本章に登場するキャラクター達の大きな特徴として、非常に多くの形態を持っている事が挙げられ、その合体・変形のギミックは当時商品展開されていたガシャポン戦士でもプラパーツを併用して再現されており、ファンの中では高い評価を得ている。

## あらすじ
フォーミュランド大陸を治める竜女王ビギナ・ギナが妖魔の術をかけられ豹変、異次元から魔獣を召喚し、各地は大混乱に陥ってしまう。
その異変に際して聖戦士サイコランダーは弟子であるレッドランダー、スパークランダー、トルネードランダーの三人を調査のためバンガード領へと派遣する。
その道中にて出会った予言者ジムコマンドによって、女王の術を解くには伝説のフォーミュラル一族の末裔が持つ6つのアイテムをハルドワルの門に掲げて竜の守護神を復活させる必要があることを知る。
こうしてレッドランダー達は大陸の危機を救うため、フォーミュラル一族の末裔達を探す旅に出るのだった。

## 登場人物
括弧内はモチーフとなった兵器・キャラクター。ただし、モチーフについて公式には発表されていないので諸説ある。

### 主要登場人物
機竜士＜メタルファイター＞レッドランダー（レッドウォーリア）
神竜士＜ゴッドファイター＞レッドランダー
機竜士レッドランダーII
輝神竜士＜プラチナゴッドファイター＞レッドランダー
超神竜士＜スーパーゴッドファイター＞レッドランダー
竜機神レッドガンドラゴン
竜機神レッドガンドラゴンII
竜機神レッドガンドラゴンIII
機竜士スパークランダー（量産型νガンダム・フィンファンネル装備型）
神竜士スパークランダー
機竜士スパークランダーII
神竜士スパークランダーII
超神竜士スパークランダー
竜機神イエローガンドラゴン
竜機神イエローガンドラゴンII
竜機神イエローガンドラゴンIII
機竜士トルネードランダー（量産型νガンダム・インコム装備型）
神竜士トルネードランダー
機竜士トルネードランダーII
神竜士トルネードランダーII
超神竜士トルネードランダー
竜機神ブルーガンドラゴン
竜機神ブルーガンドラゴンII
竜機神ブルーガンドラゴンIII

### フロンティア領
聖戦士サイコランダー（サイコガンダムMk-II）

### フェーリラ街
機竜士フォーミュラルホバー（ガンダムF90H）
神竜士フォーミュラルホバー
機竜神バイオレットガンドラゴン
機竜士フォーミュラルアサルト（ガンダムF90A）
神竜士フォーミュラルアサルト
機竜神ホワイトガンドラゴン
勇戦士ジェガン（ジェガン）
激戦士ガンタンク（ガンタンク）

### ミールヌイ村
機竜士フォーミュラルサポート（ガンダムF90S）
神竜士フォーミュラルサポート
機竜神ブラウンガンドラゴン

### ブレストンの町
機竜士フォーミュラルデストロイド（ガンダムF90D）
神竜士フォーミュラルデストロイド
機竜神グリーンガンドラゴン
僧戦士ジムコマンド（ジムコマンド）
魔戦士＜ウィズファイター＞ジェガン（ジェガン）
魔戦士Gキャノン（Gキャノン）

### カーライル山
機竜士フォーミュラルブランジ（ガンダムF90P）
神竜士フォーミュラルブランジ
機竜神ゴールドガンドラゴン
忍戦士サードランダー（ガンダムMk-III）

### エスペランス湖
機竜士フォーミュラルマリン（ガンダムF90M）
神竜士フォーミュラルマリン
機竜神ライトブルーガンドラゴン

### バンガード領
死戦士＜デスファイター＞ガンキラー（ガンキラー）
神竜士ガンキラー
死戦士ガンキラーII
闇神竜士＜ダークゴッドファイター＞ガンキラー
超神竜士ガンキラー
竜機神ブラックガンドラゴン
竜機神ブラックガンドラゴンII
竜機神ブラックガンドラゴンIII
黒戦士＜バルチファイター＞ベルガ・ギロス（ベルガ・ギロス）
黒戦士デナン・ゲー（デナン・ゲー）
黒戦士デナン・ゾン（デナン・ゾン）
黒戦士エビル・S（エビル・S）
魔獣ベルガ・ダラス（ベルガ・ダラス）

### その他
魔獣ダギ・イルス（ダギ・イルス）

### グランザム
竜女王＜ドラゴンクイーン＞ビギナ・ギナ（ビギナ・ギナ）
神竜士ビギナ・ギナ
機竜神シルバーガンドラゴン
大魔獣グランザム（グランザム）
邪神グランザム
魔獣ギガン（ギガン）

### 竜の守護神
竜守護神＜ドラゴンガーディアン＞フォーミュランダー（ガンダムF91）
超竜守護神＜スーパードラゴンガーディアン＞フォーミュランダー
竜機神スーパーガンドラゴン
竜機神ウィングガンドラゴン
竜機神ザウラーガンドラゴン